# Hôtel de la Caisse d'épargne de Laon
L’hôtel de la Caisse d’épargne est un bâtiment de la fin du XIXe siècle situé à Laon, en France. Il a autrefois accueilli un établissement bancaire, pour lequel il a été construit. Il est recensé à l’Inventaire général du patrimoine culturel.

## Situation et accès
L’édifice est situé au no 27 de la rue Franklin-Roosevelt, au nord de la ville haute de Laon, et plus largement vers le centre du département de l’Aisne.

## Histoire

### Fondation
La cérémonie de la pose de la première pierre a lieu fin septembre 1894. L’édifice est élevé en 1895 selon les plans de l’architecte de la ville, Paul Marquiset (1845-1921).

### Reventes
L’agence de la Caisse d’épargne fermant, l’hôtel est d’abord revendu en 2015 à un entrepreneur implanté dans le Laonnois. Il souhaite en faire un immeuble d’appartements mais le projet, d’abord freiné, est définitivement mis à l’arrêt : en cause, des contraintes financières dont une taxe foncière de 15 000 euros et des démarches administratives lentes. Remis sur le marché, le bâtiment est acquis par un ingénieur qatari âgé de 45 ans et demeurant dans l’agglomération dohanaise (rue Al Waab). L’accord est signé le 22 novembre 2016 dans les locaux d’une banque koweïtienne à Paris. Plusieurs idées de nouvelle destination des lieux sont émises, l’une des dernières en 2018 étant la reconversion en hôtel de luxe.

## Structure
Le bâtiment s’étend sur une surface hors œuvre brute de 725 m2 répartis en quatre niveaux, sous-sol compris avec garage.

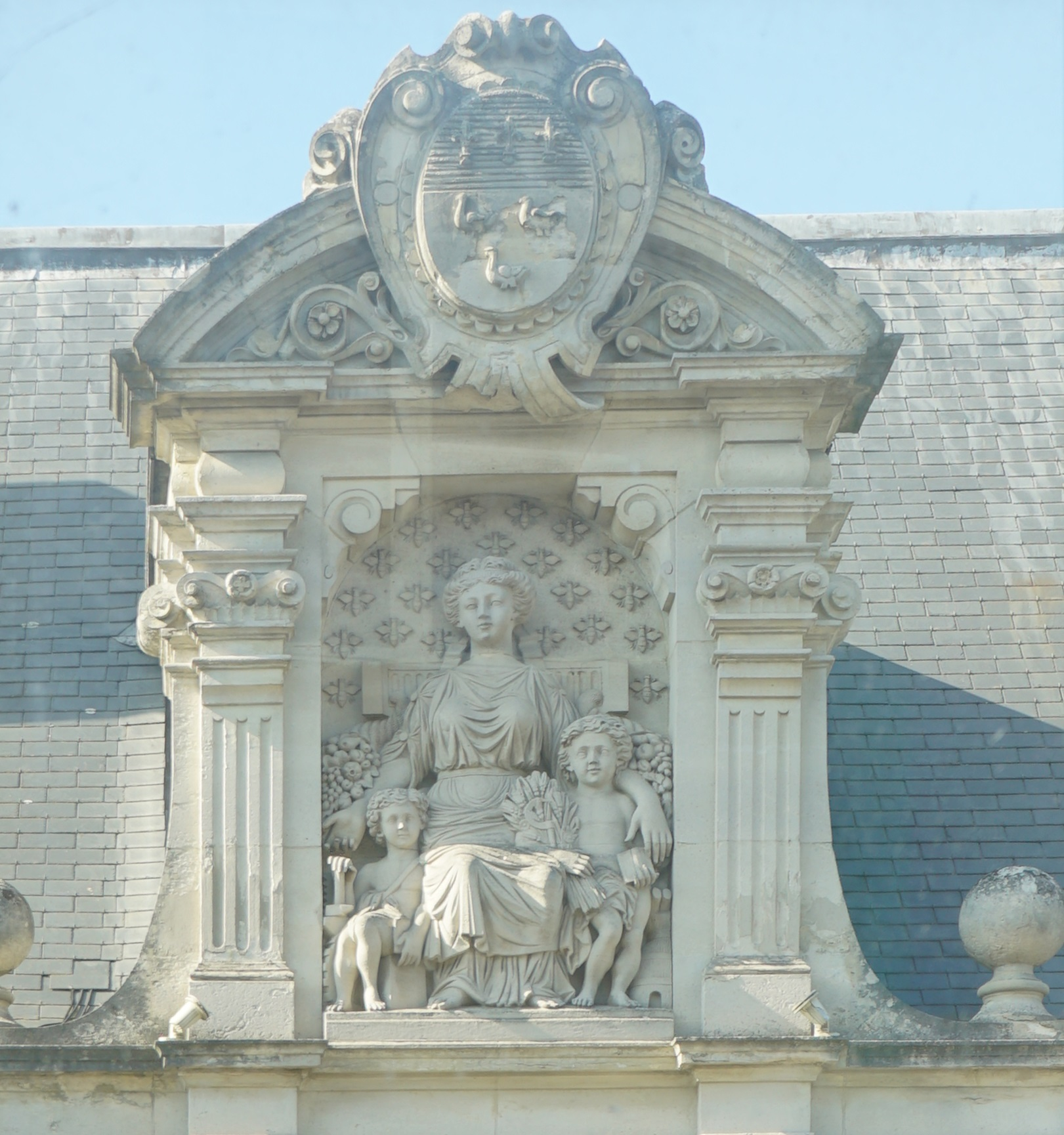
Bas-relief du fronton au niveau du 2d étage. On y retrouve notamment le blason de la ville surmontant le tout et les abeilles dans le fond — symboles des caisses d'épargne.

## Statut patrimonial et juridique
Le bâtiment fait l'objet d'un recensement dans l'Inventaire général du patrimoine culturel, en tant que propriété privée. L'enquête ou le dernier récolement est effectué en 1989.